# 棕毛粉背蕨
棕毛粉背蕨（学名：Aleuritopteris rufa）为中国蕨科粉背蕨属下的一个种。

## 扩展阅读
- 維基物種上的相關：棕毛粉背蕨